# Полевые Локотцы (река)
Полевые Локотцы — река в России, протекает по Липецкой области. Правый приток реки Локотцы.

## Происхождение названия
Название реки связано с тем, что она протекает в поле (в отличие от соседних Лесных Локотцов). Локоть — русло с изгибом.

## География
Река Полевые Локотцы берёт начало неподалёку от посёлка Ключиковский Орловской области. Течёт на север по территории Липецкой области. Устье реки находится около села Брусенцево в 1,8 км от устья реки Локотцы. Длина реки составляет 18 км, площадь водосборного бассейна — 121 км².
На реке расположено одноимённое село Полевые Локотцы.

## Данные водного реестра
По данным государственного водного реестра России относится к Донскому бассейновому округу, водохозяйственный участок реки — Красивая Меча, речной подбассейн реки — бассейны притоков Дона до впадения Хопра. Речной бассейн реки — Дон (российская часть бассейна).
Код объекта в государственном водном реестре — 05010100112107000000665.